# Резонансна константа замісника
Резонансна константа замісника (англ. resonance constant of substituent) -
- 1. σ+ — константа замісника, що характеризує його електронний ефект при наявності прямої полярної кон'югації з електроноакцепторним реакційним центром у перехідному стані.

C6H5C(CH3)2Cl → C6H5C(CH3)2+ + Cl– (k0)
XC6H4C(CH3)2Cl → XC6H4C(CH3)2+ + Cl– (kx)
σ+ = – (1/4.54) log(kx/k0)
- 2. σ– — константа замісника, що характеризує його електронний ефект у випадку наявності прямої полярної кон'югації

з електронодонорним реакційним центром у перехідному стані (пр., дисоціація фенолів).
C6H5OH C6H5O– + H+ (K0)
XC6H4OH XC6H4O– + H+ (Kx)
σ = log (Kx/K0)